# Policía de Grecia
La Policía de Grecia (en griego, Ελληνική Αστυνομία, Ellinikí Astynomía, AFI: [eliniˈci astinoˈmia]) es el cuerpo de policía nacional de Grecia que se encarga desde la protección y vigilancia hasta el control de carreteras o la lucha contra el terrorismo. Su actual Teniente General es Nikos Papagiannopoulos. 
Esta fuerza se establece en 1984 con la Ley 1481/1-10-1984 como resultado de la unión de la Gendarmería Griega (Χωροφυλακή, Chorofylakí) y la Policía de Ciudad (Αστυνομία Πόλεων, Astynomía Póleon) y depende del Ministerio de Orden Público y Protección Ciudadana.
La Policía de Grecia tiene como misión:
- Garantizar la paz y el orden públicos y la vida social ininterrumpida de los ciudadanos, que incluye el ejercicio de la policía general y la policía de tránsito.
- La prevención y represión del delito y la protección del Estado y el Estado democrático, en el marco del orden constitucional, que incluye el ejercicio de la seguridad pública y estatal por parte de la policía.
- La prevención de la entrada y salida ilegal de extranjeros en Grecia y el control del cumplimiento de las disposiciones relativas a la entrada, salida, estadía y trabajo de los extranjeros en el país, que incluye el ejercicio de la policía extranjera y la protección de fronteras.

## Vehículos

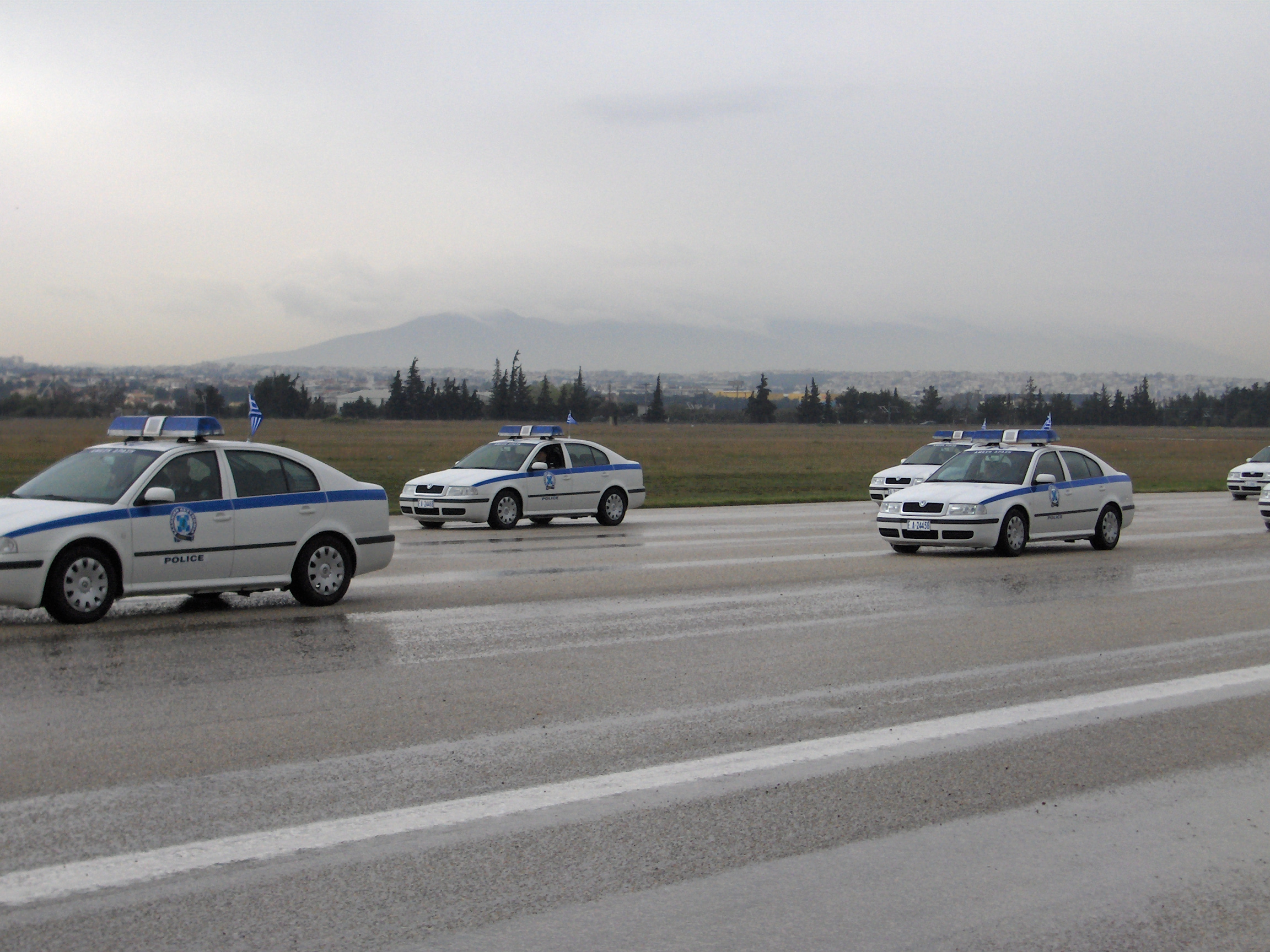
Skoda Octavia de la Policía Griega.

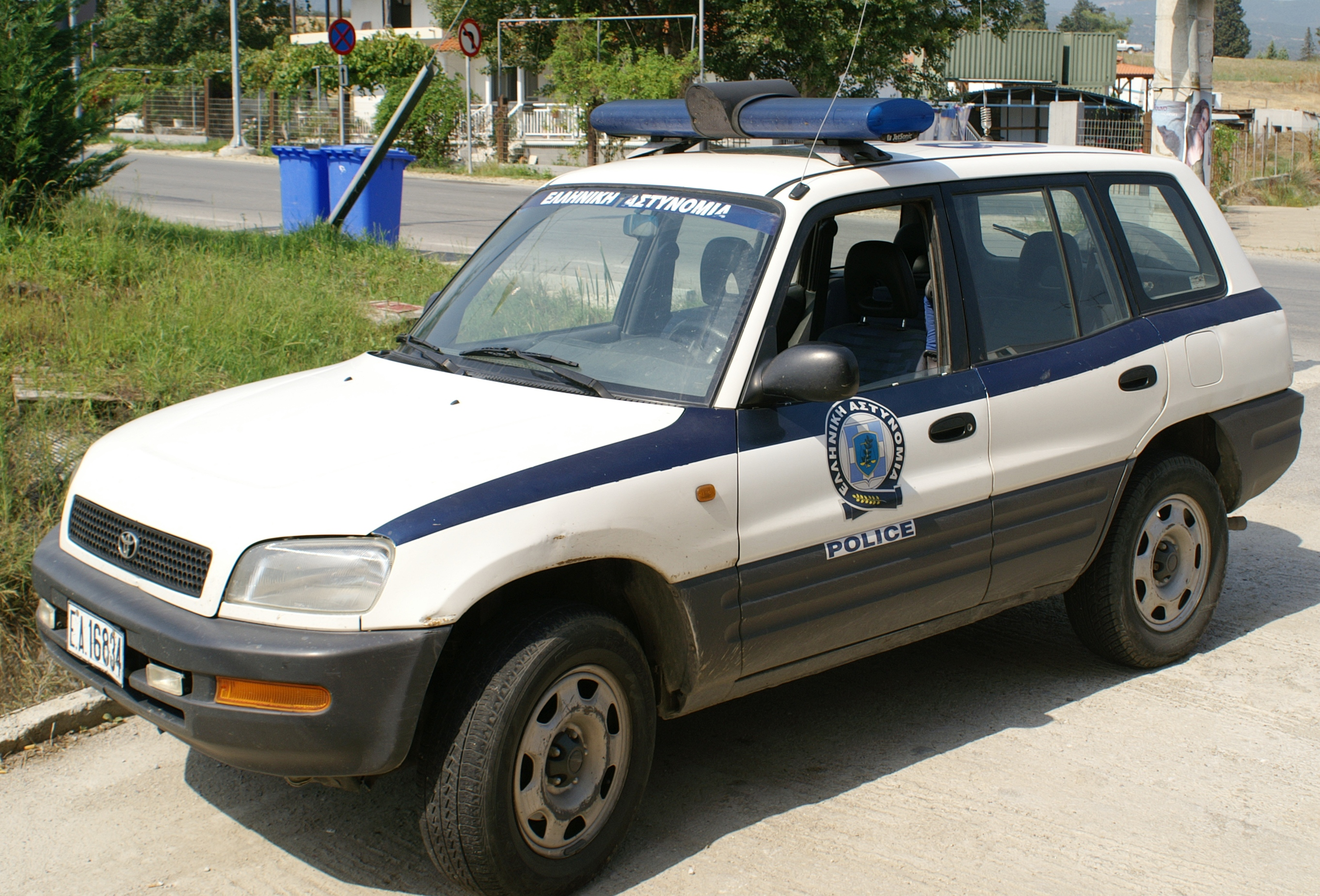
Vehículo patrulla.

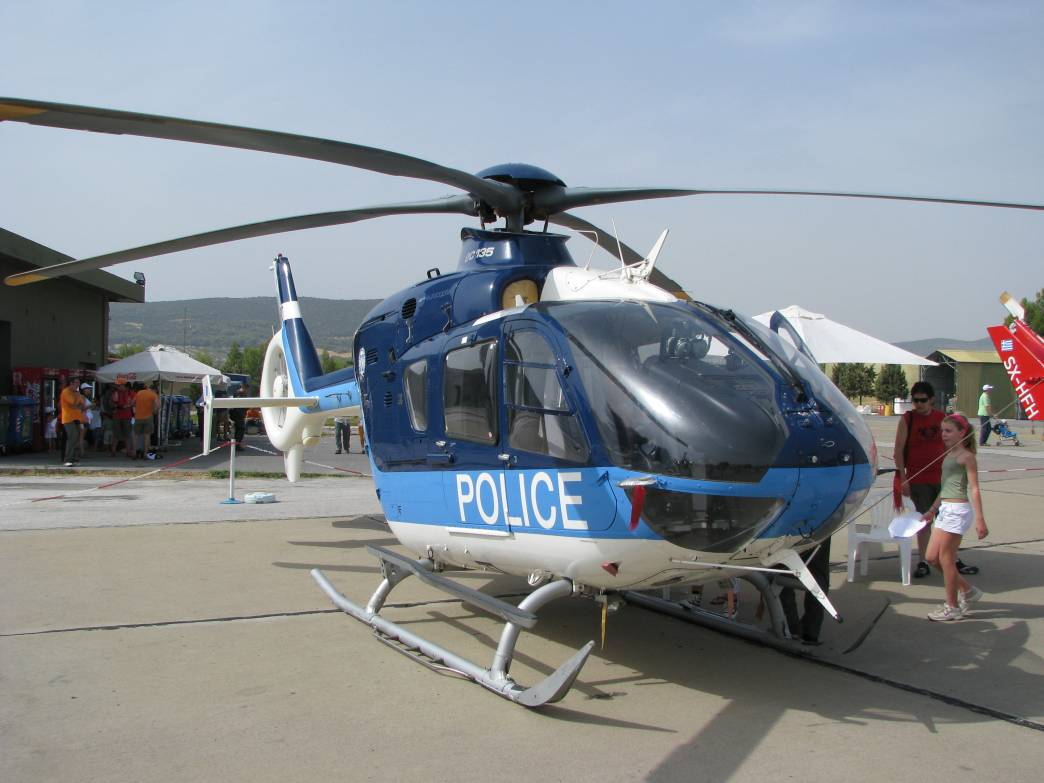
Helicóptero patrulla.

Los vehículos más comunes de la Policía Griega son los Citroën Xsara, Škoda Octavia, Mistubishi Lancer Evolution X, Hyundai i30 y el Citroën C4. Años anteriores fueron utilizados los siguientes modelos:
- 1984, 1985 Mitsubishi Galant
- 1985 Mitsubishi Lancer
- 1985 Daihatsu Charmant
- 1986, 1990, 1992 Nissan Sunny
- 1991 Renault 19
- 1991 Opel Vectra
- 1991 Volvo 460
- 1995 Citroën ZX
- 1995, 1996, 1999, 2000 Opel Astra
- 1996 Suzuki Baleno
- 1997, 1998 Nissan Primera
- 1998,2000 Toyota Corolla
- 1998 Citroën Saxo
- 1998, 1999 Citroën Xantia
- 1998, 1999 Nissan Almera
- 2000 Kia Sportage

## Equipamiento
Pistolas:
- Beretta M9
- Heckler & Koch USP
- Smith & Wesson Model 910
- Ruger GP100

Subfusiles:
- Heckler & Koch MP5
- Uzi
- FN P90

Fusiles:
- FN FAL
- AK-47
- AK-74M
- Carabina M4

## Rangos
| Título           | Teniente General | Mayor general | General Brigadier | Coronel                | Teniente Coronel          | Mayor        | Capitán      | Teniente       | Teniente Segundo | Oficial        | Sargento                                                | Agente      |
| ---------------- | ---------------- | ------------- | ----------------- | ---------------------- | ------------------------- | ------------ | ------------ | -------------- | ---------------- | -------------- | ------------------------------------------------------- | ----------- |
| Título en griego | Αντιστράτηγος    | Υποστράτηγος  | Ταξίαρχος         | Αστυνομικός Διευθυντής | Αστυνομικός Υποδιευθυντής | Αστυνόμος Α' | Αστυνόμος Β' | Υπαστυνόμος Α' | Υπαστυνόμος B'   | Ανθυπαστυνόμος | Αρχιφύλακας Ανακριτικός Υπάλληλος (Με 15 έτη υπηρεσίας) | Αστυφύλακας |
| Insignia         |                  |               |                   |                        |                           |              |              |                |                  |                |                                                         |             |